# Кнессет 1-го созыва
Кнессет 1-го созыва (ивр. הכנסת הראשונה‎) — парламент Государства Израиль, действовавший в период с 14 февраля 1949 года до 20 августа 1951 года. Начал свою работу как Учредительное собрание (ивр. האספה המכוננת‎), избранное в соответствии с Декларацией независимости для выработки конституции, но уже через два дня после начала своей работы Учредительное собрание объявило себя парламентом и стало именоваться Кнессетом 1-го созыва. Кнессет 1-го созыва функционировал 2 года и 6 месяцев.

## Результаты выборов
Выборы в учредительное собрание состоялись 25 января 1949 года.

Количество избирателей: 506 567

Общее количество учтённых голосов: 434 684 

Количество голосов за парламентское место: 3592
| Фракция                                         | Количество учтённых голосов | Голоса избирателей в процентном соотношении | Количество мандатов в начале каденции | Количество мандатов в конце каденции |
| ----------------------------------------------- | --------------------------- | ------------------------------------------- | ------------------------------------- | ------------------------------------ |
| «Партия рабочих в Эрец-Исраэль (Мапай)»         | 155274                      | 37,5%                                       | 46                                    | 46                                   |
| «Объединённая рабочая партия (МАПАМ)»           | 64018                       | 14,7%                                       | 19                                    | 20                                   |
| «Объединенный религиозный фронт»                | 52982                       | 12,2%                                       | 16                                    | 16                                   |
| «Движение Херут»                                | 49782                       | 11,5%                                       | 14                                    | 12                                   |
| «Общие сионисты»                                | 22661                       | 5,2%                                        | 7                                     | 7                                    |
| «Прогрессивная партия»                          | 17786                       | 4,1%                                        | 5                                     | 5                                    |
| «Сефарды и выходцы Востока»                     | 15287                       | 3,5%                                        | 4                                     | 4                                    |
| «Коммунистическая партия Израиля»               | 15148                       | 3,5%                                        | 4                                     | 3                                    |
| «Демократический список Назарета»               | 7387                        | 1,7%                                        | 2                                     | 2                                    |
| «Список Воинов»                                 | 5363                        | 1,2%                                        | 1                                     | 1                                    |
| «Международная женская сионистская организация» | 5173                        | 1,2%                                        | 1                                     | 1                                    |
| «Объединение йеменцев в Израиле»                | 4399                        | 1,0%                                        | 1                                     | 1                                    |
| Фракция одного человека Ари Жаботинский         |                             |                                             | 0                                     | 1                                    |
| Фракция одного человека Хилель Кук              |                             |                                             | 0                                     | 1                                    |

Учредительное собрание провело своё первое заседание 14 февраля 1949 года, через два дня оно сменило своё название и стало называться кнессетом.

## Состав фракций
Порядок членов кнессета в списке, в соответствии с указанным на сайте кнессета Архивная копия от 25 февраля 2013 на Wayback Machine.

### «Партия рабочих в Эрец-Исраэль (Мапай)»
1. Беба Идельсон
2. Ами Асаф
3. Йосеф Эфрати
4. Меир Аргов
5. Залман Аран
6. Арье Баир
7. Хаим Бен-Ашер
8. Давид Бен-Гурион
9. Ицхак Бен-Цви
10. Дов Бар Рав Хай
11. Йосеф Барац
12. Акива Говрин
13. Исраэль Гури
14. Шрага Горен
15. Йехиэль Дувдевани
16. Шмуэль Даян
17. Бен-Цион Динур
18. Хася Дрори
19. Давид Ха-Коэн
20. Элиягу Акармели
21. Нета Харпаз
22. Авраам Герцфельд
23. Аба Хуши — 14 января 1951 года избран мэром города Хайфа → его сменил Барух Озния
24. Авраам Тавив — скончался 20 апреля 1950 года → его сменил Ицхак Канев
25. Цви Иехуда
26. Дов Йосеф
27. Йона Кесе
28. Пинхас Лавон
29. Шломо Лави
30. Элиэзер Ливнэ
31. Йосеф-Михаэль Ламм — подал в отставку 21 мая 1951 года → его сменил Рафаэль Баш
32. Голда Меир
33. Ада Фишман-Маймон
34. Перец Нафтали
35. Двора Нецер
36. Изхар Самех (Смилянски)
37. Гешель Фрумкин — подал в отставку 5 февраля 1951 года → его сменила Женя Тверски
38. Элиэзер Каплан
39. Давид Ремез — скончался 19 мая 1951 года → его сменил Менахем Коэн
40. Залман Шазар
41. Иехудит Симхони — подала в отставку 5 февраля 1951 года → её сменил Герцель Бергер
42. Арье Шефтель — 12 февраля 1951 года избран мэром города Ришон-ле-Цион → его сменил Исраэль Йешаяху
43. Йосеф Шпринцак
44. Реувен Шери
45. Моше Шарет
46. Эфраим Табури

### «Объединённая рабочая партия (МАПАМ)»
1. Фейга Иланит
2. Моше Арам
3. Менахем Бадер
4. Ицхак Бен-Аарон
5. Мордехай Бентов
6. Исраэль Бар-Йехуда
7. Дов Бар-Нир — подал в отставку 10 апреля 1951 года → его сменил Менахем Рацон
8. Исраэль Галили
9. Яаков Хазан
10. Ицхак Табенкин — подал в отставку 12 апреля 1951 года → его сменил Давид Лифшиц
11. Меир Яари
12. Ханна Ламдан (Лернер)
13. Нахум Нир
14. Моше Снэ
15. Элиэзер Пери
16. Аарон Цизлинг
17. Ханан Рубин
18. Яаков Рифтин
19. Берл Репетур

- В течение каденции из фракции Компартии Израиля присоединился Элиэзер Премингер.

### «Объединённый религиозный фронт»
1. Моше Унна
2. Йосеф Бург
3. Авраам-Иехуда Голдрат
4. Элияху-Моше Ганховский
5. Аарон-Яаков Гринберг
6. Зерах Варгафтиг
7. Кальман Кахана
8. Меир-Давид Лёвенштейн
9. Ицхак Меир Левин
10. Иегуда-Лейб Маймон Фишман
11. Биньямин Минц
12. Мордехай Нурок
13. Давид Цви Пинкас
14. Моше Кельмер — подал в отставку 11 марта 1949 года из-за разногласий с Агудат Исраэль → его сменил Элияху Мазур
15. Авраам-Хаим Шааг
16. Хаим Моше Шапира

### «ДвижениеХерут»
1. Менахем Бегин
2. Йоханан Бадер
3. Арье Бен-Элиэзер
4. Ури-Цви Гринберг
5. Ари Жаботинский — вышел из фракции и создал фракцию одного человека
6. Хаим Коэн-Мегури
7. Шмуэль Кац
8. Хаим Ландау
9. Элияху Ланкин
10. Яков Меридор
11. Шмуэль Мерлин
12. Хилель Кук — вышел из фракции и создал фракцию одного человека
13. Эстер Разиэль-Наор
14. Авраам Раканти

### «Общие сионисты»
1. Перец Беренштейн
2. Яаков Гиль
3. Яаков Клибанов
4. Шошана Парсиц
5. Исраэль Роках
6. Йосеф Сапир
7. Йосеф Серлин

### «Прогрессивная партия»
1. Авраам Гранот
2. Иешаяху Фёрдер
3. Изхар Харари
4. Пинхас Розен
5. Идов Коэн

### «Сефарды и выходцы Востока»
1. Авраам Альмалиах
2. Моше Бен-Ами
3. Бехор-Шалом Шитрит
4. Элияху Элисар

### «Коммунистическая партия Израиля»
1. Меир Вильнер
2. Шмуэль Микунис
3. Элиэзер Премингер — в ходе каденции перешёл во фракцию «Объединённой рабочей партии (МАПАМ)»
4. Тауфик Туби

### «Демократический список Назарета»
1. Амин-Салим Джарджора
2. Сейф эль-Дин эль-Зуаби

### «Список воинов»
1. Натан Елин-Мор

### «Международная женская сионистская организация»
1. Рахель Коэн-Каган

### «Объединение йеменцев в Израиле»
1. Захария Глоска

## Состав и действия правительства
Сформировав правительство Бен-Гурион привёл его к присяге 8 марта 1949 года. 

Первыми министрами Израиля стали:
1. Давид Бен-Гурион — премьер-министр, министр обороны.
2. Дов Йосеф — министр снабжения и распределения (нормирования), министр сельского хозяйства. 
Ввёл карточную систему на продукты питания (норма на человека в день: хлеб без ограничения, кукурузы 60 г, сахара 58 г, муки 60 г, риса 17 г, сыра 200 г, лука 600 г, маргарина 20 г).
3. Ицхак Меир Левин — министр социального обеспечения.
4. Голда Меир — министр труда.
5. Иехуда-Лейб Маймон Фишман — министр по делам религий, министр по делам пострадавших в войне. 
Установил монополию раввинатских судов в отношении браков и разводов.
6. Элиезер Каплан — министр финансов, министр экономики. 
Ввёл всеобщий подоходный налог с 7 сентября 1949 года.
7. Пинхас Розен — министр юстиции. 
На основе турецких, британских, французских законов начал создавать израильское законодательство.
8. Давид Ремез — министр транспорта. 
Никакого отношения к транспорту ранее не имел. Восстановил железнодорожное сообщение с Иерусалимом.
9. Залман Шазар — министр образования и культуры. 
Образованием и культурой ранее не занимался. Вводит закон об обязательном образовании.
10. Бехор-Шалом Шитрит — министр полиции, министр по делам национальных меньшинств. 
Начал борьбу со спекулянтами на «чёрном рынке».
11. Хаим Моше Шапира — министр внутренних дел, министр здравоохранения, министр иммиграции. 
Вводит израильские паспорта.
12. Моше Шарет — министр иностранных дел. 
Работает над получением Израилем членства в ООН.

## История

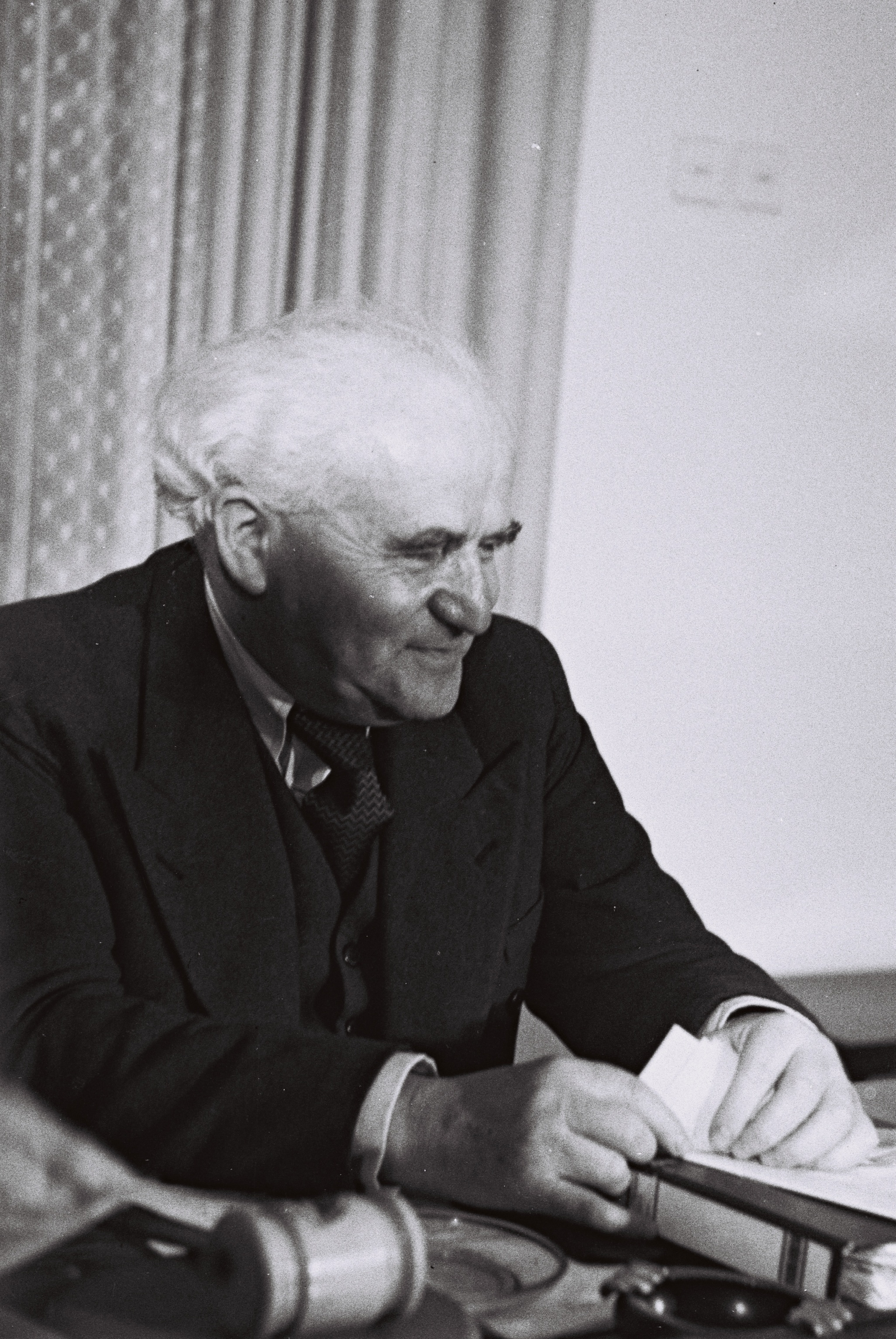
Давид Бен-Гурион — первый премьер-министр Израиля

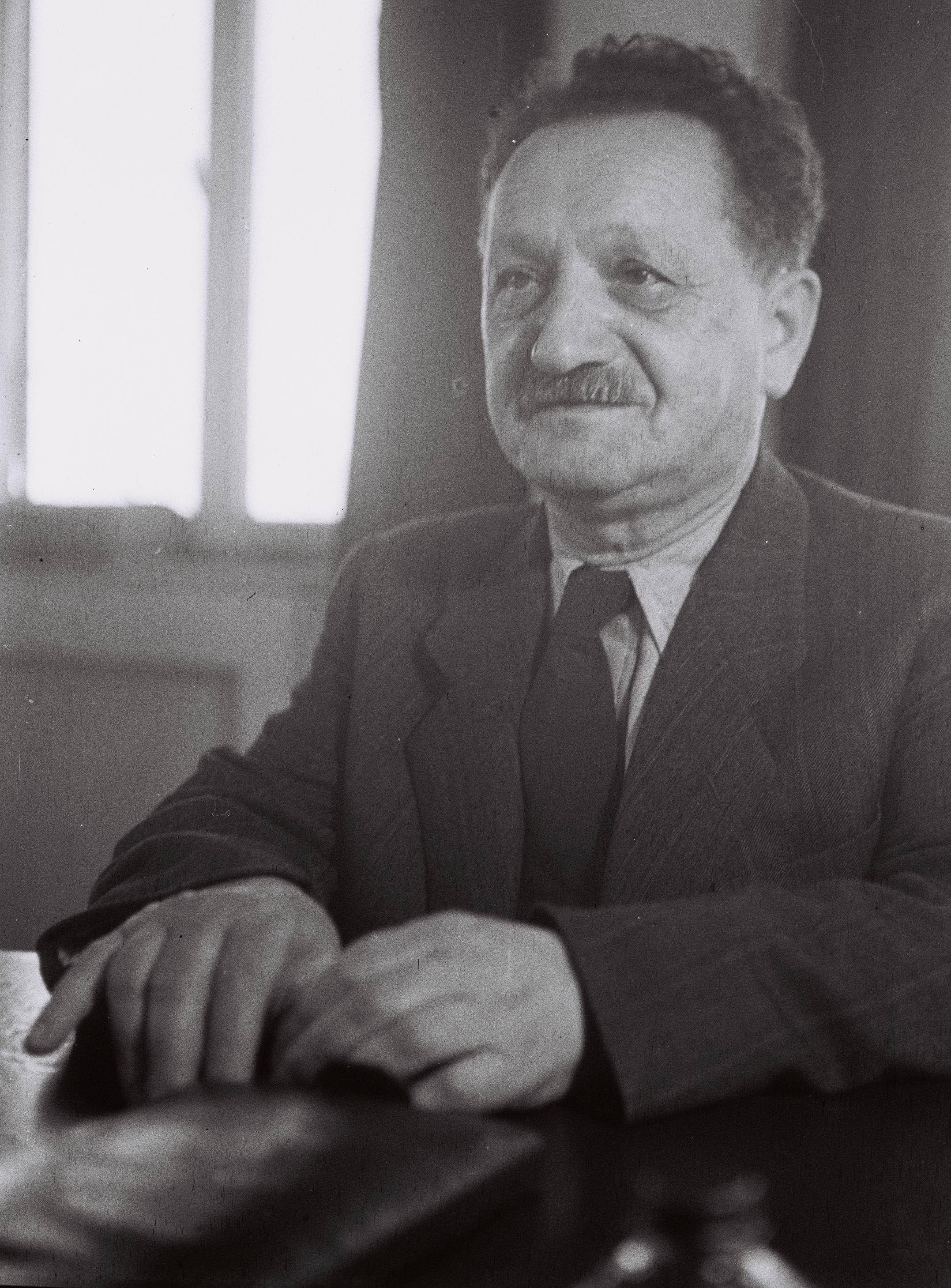
Йосеф Шпринцак — первый Председатель Кнессета

Первое заседание Учредительного собрания — только что избранного верховного представительского органа еврейского государства — состоялось в иерусалимской резиденции Еврейского агентства «Сохнут» в день еврейского праздника Ту би-Шват 14 февраля 1949 года. И поскольку уже через два дня Учредительное собрание официально переименовало себя в «Кнессет Первого созыва», именно Ту би-Шват стал считаться днем рождения израильского парламента. Но находиться в прифронтовом Иерусалиме в период Войны за независимость было опасно. Поэтому в первые месяцы своего существования Кнессет заседал в Тель-Авиве: сначала в помещении городского музея (где менее, чем за год до этого, состоялась церемония подписания Декларации Независимости Израиля), а потом у самого моря в здании кинотеатра «Кесем». После окончания Войны за независимость Иерусалим провозглашается столицей Израиля и Кнессет переезжает в «Дом Фрумина» в центре города.
Израиль возник на территории бывшего Британского мандата, поэтому новообразованое государство унаследовало законы Британской империи. Декларация независимости Израиля, принятая в 1948 году, учредила Временный Государственный Совет, который сделал первые шаги по приведению этих законов в соответствие с нуждами новой страны и формированию новой законодательной базы. После избрания Кнессета 1-го созыва Совет передал свои законодательные функции кнессету. В Декларации независимости говорилось о конституции, «которая будет установлена избранным Учредительным собранием не позже 1 октября 1948 года». Однако Кнессет решил отказаться от идеи немедленного принятия конституции. Вместо этого, после долгих споров, 13 июня 1950 г. было принято предложение, известное как «Предложение Харари» (по имени депутата Кнессета Изхара Харари от Прогрессивной партии, который и внес это предложение). Согласно этому предложению, «Первый Кнессет поручает Законодательной комиссии подготовку проекта конституции для государства. Конституция будет составлена из отдельных глав, каждая из которых будет являться самостоятельным Основным законом». Реализация этого решения продолжается и по сей день.
Законодательная активность Кнессета 1-го созыва была очeнь высокой: депутаты утверждали в среднем по семь с половиной законопроектов в месяц. Среди множества задач, стоявших перед Кнессетом 1-го созыва, было создание боеспособной армии и расформирование всех остальных еврейских вооруженных соединений, обустройство многочисленных репатриантов, экономическая политика, формирование системы образования и многое другое. Тогда же потерпела поражение ультрасоциалистическая идея партии МАПАМ, находящейся в те годы в оппозиции.
Репатриация евреев в Израиль и их дальнейшее обустройство требовало огромных экономических затрат — в первых два года существования страны её население увеличилось в два раза. Несмотря на то, что государство поощряло частные инвестиции, экономика Израиля в основе своей была государственной. Тяжелое финансовое положение и дефицит валюты из-за расходов на прием новых репатриантов вынудили государство нормировать потребление товаров и продуков питания. Правительство стало взвешивать возможность получения репараций от Германии. Находящиеся в оппозиции сионистские партии, поддерживавшие идею свободной экономики, резко осуждали финансовую политику правительства.
Кнессет 1-го созыва функционировал 2 года и 6 месяцев, за это время первый премьер-министр Израиля Давид Бен-Гурион сумел сформировать два правительства.
Первое правительство было распущено из-за кризиса, вызванного разногласиями между религиозными и светскими партиями. Основные разногласия касались взглядов партий на образование в лагерях репатриантов: религиозные партии выступали за введение религиозного образования для новоприбывших евреев, светские партии занимали противоположную позицию. Другой причиной стали разногласия в правящей партии МАПАЙ по поводу существования министерства снабжения и нормирования. Ещё одной причиной распада правящей коалиции стало назначение министром промышленности Израиля человека, который не являлся членом кнессета.
Развал второго правительства был вызван разногласиями по вопросам образования в лагерях репатриантов.

## Наиболее важные законы, принятые Кнессетом 1-го созыва
- Закон о переходном периоде, 1949 г.
- Закон о государственном контролере, 1949 г.
- Закон о флаге и символе, 1949 г.
- Закон о воинской службе, 1949 г.
- Закон об обязательном образовании, 1949 г.
- Закон о компенсациях беженцам за утраченное имущество, 1950 г.
- Закон о возвращении, 1950 г.
- Закон о семьях погибших солдат (вознаграждение и реабилитация), 1950 г.
- Закон о суде над нацистами и их помощниками, 1950 г.
- Закон о рабочем времени и отдыхе, 1951 г.
- Закон о неприкосновенности депутатов Кнессета, их правах и обязанностях, 1951 г.
- Закон о равенстве прав женщин, 1951 г.